# Eumichtis rosea
Eumichtis rosea là một loài bướm đêm trong họ Noctuidae.